# Acta Orientalia Academiae Scientiarum Hungaricae
Acta Orientalia Academiae Scientiarum Hungaricae este o revistă academică trimestrială evaluată de colegi care acoperă domeniul studiilor orientale, inclusiv turcă, mongolă, manciu-tunguziană, chineză, tibetană, indiană, iraniană și filologie semitică, lingvistică, literatură și istorie. A fost înființată în 1950 și este publicată de Akadémiai Kiadó. Actualul redactor-șef este Gábor Kósa.

## Abstracția și indexarea
Revista este rezumată și indexată în Arts & Humanities Citation Index, Bibliographie linguistique/Linguistic Bibliography, Historical Abstracts, MLA International Bibliography și Scopus.